# Dudley E. Littlewood
Dudley Ernest Littlewood, né le 7 septembre 1903 à Londres et mort le 6 octobre 1979 à Llandudno, au Pays de Galles, est mathématicien britannique connu pour ses travaux sur la théorie des représentations de groupes.
Il fait des études de mathématiques au Trinity College à Cambridge où son tuteur était John Edensor Littlewood (sans lien de parenté avec Dudley Ernest). Il enseigne à l'université de Swansea de 1928 à 1947, et en 1948 occupe la chaire de mathématiques à l'université de Bangor qu'il occupe jusqu'à sa retraite en 1970.
Ses travaux portent sur la théorie des invariants et la théorie des représentations des groupes, en particulier du groupe symétrique, souvent en coopération avec Archibald Read Richardson de Swansea. Ils introduisent la notion d'immanant d'une matrice, une généralisation du déterminant et du permanent, ils étudient les polynômes de Schurs et développent la règle de Littlewood-Richardson pour leur multiplication dans un célèbre article intitulé Group Characters and Algebra. Littlewood s'intéresse également à l’application de la théorie des représentations en mécanique quantique.
Littlewood a publié trois livres dont le premier, The theory of group characters and matrix representations of groups est peut-être le plus connu ; il date de 1940, et sa la deuxième édition, de 1950, a été réimprimée en 2006.